# 古川泰龍
古川 泰龍（ふるかわ たいりゅう、1920年〈大正9年〉8月23日 - 2000年〈平成12年〉8月25日）は、日本の真言宗の僧侶。
死刑囚の冤罪撤回運動に尽力した。

## 生涯
真言宗の僧侶の子として、佐賀県に生まれる。
高野山専修学院を卒業し、佐賀県藤津郡塩田町（現・嬉野市）の真言宗常在寺の住職となる。1952年から福岡刑務所で死刑囚教誨師を務める。福岡事件の2人の死刑囚と面会する。現場に赴き検証を進め冤罪と判断する。1961年から彼らの無実を訴えるため本格的に助命運動をはじめる。1975年に、完全無罪を主張している1人は、死刑執行となり、実行したが防衛行為であると主張している1人については、無期懲役となり、1989年に仮釈放となるが、古川泰龍は身元引受人となる。40年近く、福岡事件の真相を求める運動で、先頭に立つ。真相究明書『白と黒のあいだ』を、河出書房から出版する。
熊本県玉名市の立願寺に転居。1964年1月2日、冤罪救済支援のため訪ねてきた自称「弁護士」を、当時11歳の娘が強盗殺人指名手配犯の西口彰と見破り、警察に通報、翌日の逮捕に協力する（西口彰事件）。このいきさつが、フジテレビで1991年にドラマ化される。このドラマでは、古川泰龍がモデルの人物を河原崎長一郎が演じる。逮捕後も、西口彰と手紙のやりとりを行い、書物の差し入れもする。
1965年、ベトナム戦争の泥沼化で、アメリカの戦争介入に反対する市民運動が世界各地に起こるが、「ベトナムに平和を!市民連合」の玉名の運動、「玉名ベ平連」の結成に家族で参加する。1969年4月のベ平連九州地区懇談会の場所を提供するなどする。
1969年、「神戸シュバイツァーの会」会長の向井正からアルベルト・シュヴァイツァーの遺髪を授かり、1973年、「生命山シュバイツァー寺」を開山する。1986年に、この寺で生活したイタリア人神父のフランコ・ソットコルノラ（Franco Sottocornola。イタリアに本部を置く聖ザベリオ宣教会の会員）との話で、カトリックの別院を設ける。（現在は【真命山・諸宗教対話センター】《まことのいのちのやま・しょしゅうきょうたいわセンター》に改称している）。 
1984年、「日中戦争強制労働殉難者の慰霊塔」を建立する。中国に行き、南京大虐殺記念館での犠牲者の慰霊法要を行う 。
仏教の僧侶として、キリスト教関係者との対話も重視している。ローマ教皇のヨハネ・パウロ2世とも3回面会している。
2000年8月25日に死去。80歳没。

## 著作
- 『福岡、中国人闇ブローカー殺し殺人請負強盗殺人事件真相究明書 - 九千万人のなかの孤独』（コスモス社、1963年→花伝社、2011年）
- 『白と黒とのあいだ - 福岡誤殺事件』（河出書房新社、1964年）
- 『「死」は救えるか 医療と宗教の原点』（地湧社、1986年） ISBN 4-88503-043-9
- 『歎異抄 - 最後の一人を救うもの』（地湧社、1988年）
- 『叫びたし寒満月の割れるほど - 冤罪死刑囚と歩む半生』（法蔵館、1991年） 4-8318-8070-1
- 『「他力」を明かす - 続歎異抄・念仏のこころ』（地湧社、1992年） 4-88503-093-5

### 論文
- CiNii>古川泰龍